# یلوویک (آرانجلوواتس)
یلوویک (به صربی: Jelovik) یک منطقهٔ مسکونی در صربستان است که در آرانجلوواس واقع شده‌است. یلوویک ۴۸۰ نفر جمعیت دارد.